# Wolfraam-180
Wolfraam-180 of 180W is een langlevende radioactieve isotoop van wolfraam, een overgangsmetaal. De abundantie op Aarde bedraagt 0,12%.
Wolfraam-180 kan ontstaan door radioactief verval van tantaal-180, osmium-184 of renium-180.
{\displaystyle {\ce {{^{180}_{73}Ta}->{^{180}_{74}W}+{e^{-}}+{\bar {\nu }}_{e}}}}
{\displaystyle {\ce {{^{184}_{76}Os}->{^{180}_{74}W}+\,_{2}^{4}\alpha }}}
{\displaystyle {\ce {{^{180}_{75}Re}->{^{180}_{74}W}+{e^{+}}+{\nu }_{e}}}}

## Radioactief verval
Wolfraam-180 vervalt onder uitzending van alfastraling naar de stabiele isotoop hafnium-176:
{\displaystyle {\ce {{^{180}_{74}W}->{^{176}_{72}Hf}+\,_{2}^{4}\alpha }}}
De halveringstijd bedraagt 1,8 triljoen jaar. 
Een ander gedeelte vervalt via dubbel β+-verval tot de stabiele isotoop hafnium-180:
{\displaystyle {\ce {{^{180}_{74}W}->{^{180}_{73}Ta}+{e^{+}}+{\nu }_{e}}}}
{\displaystyle {\ce {{^{180}_{73}Ta}->{^{180}_{72}Hf}+{e^{+}}+{\nu }_{e}}}}
157W · 158W · 158mW · 159W · 160W · 161W · 162W · 163W · 164W · 165W · 166W · 167W · 168W · 169W · 170W · 171W · 172W · 173W · 174W · 175W · 176W · 177W · 178W · 179W · 179m1W · 179m2W · 179m3W · 180W · 180m1W · 180m2W · 181W · 182W · 183W · 183mW · 184W · 185W · 185mW · 186W · 186m1W · 186m2W · 187W · 188W · 189W · 190W · 190mW · 191W · 192W · 193W · 194W · 195W · 196W · 197W